# Circodelia
Circodelia es un grupo de rock madrileño surgido en el año 1994 cuando Pablo Parser (guitarra), Miguel Hinojosas (bajo) y Marcos Íñiguez (guitarra) se unen para hacer versiones de The Clash. En 95 se une a la banda Juan Velázquez (en batería) aunque este posteriormente abandonaría el grupo. Hasta que editaron su primer disco con Peps Records, comenzando a componer con el nombre de Tono Voodoo siendo 4 los componentes y sin contar con vocalista. En 1996 se incorporó al grupo Víctor Pérez, que ingreso tras cantar un tema de los Rolling Stones en su prueba de acceso.
Desde ese momento comenzaron a tocar por pequeños locales, tocando tanto temas propios como versiones de los 60 (Faces, The Rolling Stones, Led Zeppelin). El paso de Circodelia por pequeños concursos como “Jóvenes creadores” (primer puesto), supuso uno de los primeros intentos de hacerse un hueco dentro del panorama musical, pero sería con el concurso Villa de Madrid y el primer premio, lo que definitivamente les haría dar el gran salto. Circodelia comenzaban a ser conocidos, las actuaciones se incrementaron y llegó el fichaje por Pep's Records, con la grabación en 2002 de su primer disco, "Circodelia", bajo la producción de Alejo Stivel. Este es un disco influencias del rock americano, del que cabe destacar el sencillo "Las Chicas de Las Canciones", el cual dio a conocer al grupo pero le colgó un sello que no va con la banda según ellos mismos, el cual fue seguido de una gira de 80 conciertos por toda España.
Durante el trascurso de esta gira escucharon mucho pop británico, country rock, Elvis Costello, Supergrass, etc, que dio una nueva onda al grupo.
Tras la gira, con mucha influencia de la música británica, comienzan a grabar su segundo disco, "Lo Trágico es Magnético". En la grabación del segundo disco les produce Pedro Rodríguez. El disco fue grabado en abril de 2003 pero no fue publicado hasta 4 meses después.
En la gira 2003-2004, se incorpora al grupo el nuevo batería Javier Planelles, (mejor batería de Rock & Roll 2003 según la “Rock Music Magazine”). Durante este periodo el grupo continúa la dinámica de conciertos por salas de todo el país, haciendo de este modo más visibles en el panorama musical.
En 2005 Circodelia termina contrato con "Pep's Records", firmando un nuevo contrato por 3 discos con "Tool Music". A finales de noviembre de ese año comienzan a grabar su tercer y último disco, "Máquinas Románticas", producido por Pablo Parser (guitarrista y comopositor del grupo) y que ve la luz a principios de febrero de 2006, con influencias del country, rock y sonidos más modernos, sintetizadores, pedal steel y guitarras marcan su propia tendencia y originalidad.
Después de editar este tercer disco, el grupo sin oficina de management, tocaba habitualmente por locales de Madrid, en especial en el Honky Tonk de Madrid, siendo unos habituales del local todos los meses una o dos veces.
El abandono de Javier y la marcha de Victor a Sevilla por motivos de trabajo provoca la disolución del grupo a finales de 2009.

## Discografía

### Circodelia (2002)
Producido por Josu García y Alejo Stivel.
- Las chicas de las canciones
- Rocco
- Sexo, drogas y rock and roll
- ¿Es mi cuerpo atractivo para ti?
- Rebelde
- Jóvenes creadores
- Wisky con...
- Reina ideal
- Rubia y pendenciera
- Buena suciedad

### Lo trágico es magnético (2003)
Producido por Pedro Rodríguez.
- Lo trágico es magnético
- Ojos mágicos, corazón mecánico
- Extraño en ti
- Voy a raptar a Sara
- Vino y flores
- Arma oculta
- Escuela de calor (de Radio Futura)
- Les queremos
- Circodelia
- Somos gente moderna
- Peter Pan
- El mundo vuelve a girar

### Máquinas románticas (2006)
Producido por Pablo Parser.
- Máquinas románticas
- We love you
- Monstruo perfecto
- No recuerdo en qué cajón
- Vamos a ir
- Orgullosamente
- No sé qué vas a hacer sin mí
- Mareando la perdiz
- Ámame y muere
- Qué felicidad más tonta
- Tú y yo (somos los mejores)
- Occidente
- Medio limón (bonus track)
- Héroe local (bonus track)